# Иса Челеби
Иса Челеби (тур. İsa Çelebi; ?—1406) — сын османского султана Баязида I, правнук султана Валада и праправнук Джалаладдина Руми. Один из претендентов на султанский престол в период Османского междуцарствия. Иса краткое время правил в Бурсе в 1402—1403 годах. Проиграв несколько раз в битвах брату Мехмеду, он погиб. Предположительно, был задушен людьми брата.

## Биография
Иса Челеби был сыном Девлетшах-хатун и османского султана Баязида I. По утверждению Гонсалеса де Клавихо, Иса был старшим сыном султана. Мать Исы происходила из известной семьи — её отцом был правитель бейлика Гермияногуллары Сулейман-шах, а матерью — Абиде Мутаххара-хатун, дочь султана Валада и внучка Джалаладдина Руми. Она была не наложницей, в 1381 году был официально заключён её брак с Баязидом I. О рождении и первых годах жизни Исы сведений нет. В 1390/91 году Баязид захватил земли бейлика Хамидогуллары и преобразовал их в санджак, которым стал управлять Иса.
Возможно, как санджакбей Хамида Иса принимал участие в некоторых кампаниях отца в Анатолии и Румелии. В 1402 году Иса Челеби сопровождал отца в походе против Тамерлана. Он сражался под командованием Баязида в битве при Анкаре и со своими братьями Мустафой Челеби и Мусой Челеби находился позади отца, командовавшего центром армии.
По словам современника событий историка тимуридов Шарафаддина Язди, «С другого от себя бока он поставил своего сына, Мусульман [Сулейман] Челеби, с войском Рума. Баязид встал в куле, а трёх сыновей — Мусу, Ису и Мустафу — поставил позади себя. Мухаммад Челеби встал во главе военачальников Рума».
После поражения османской армии и пленения Баязида Иса сбежал и спрятался в Балыкесире (на территории Карасыогуллары). В ноябре 1402 года он уже контролировал азиатское побережье Босфора.
После победы у Анкары в 1402 году Тамерлан разделил Османскую империю. Он восстановил все захваченные османами бейлики, а остальную территорию империи разделил на три части. Сулейман Челеби контролировал османские провинции в Румелии (столица в Эдирне), в Анатолии османские территории были разделены между Исой Челеби (столица в Бурсе) и Мехмедом Челеби (столица в Амасье). От Сулеймана и Исы к Тамерлану приезжали послы с дарами. Тамерлан дал каждому из братьев ярлык на правление. Иса Челеби провозгласил своё правление в Бурсе в январе 1403 года. Венеция в январе 1403 года отправила к Исе посла и подписала с ним договор. Иса Челеби подписал договор и с византийским императором Мануилом Палеологом II и женился на дочери Иоанна Тонтереса, главы одной из видных семей Византии.

### Османское междуцарствие
Вскоре Иса был вынужден уйти из Бурсы, когда его брат Муса Челеби прибыл с ярлыком Тимура. Шарафаддин Язди утверждал, что когда Баязид умер в Акшехире, Тамерлан оставил распоряжение, по которому Муса должен был останки отца захоронить в Бурсе у мечети, которую тот построил. Согласно Язди, также Муса получил ярлык на правление в Бурсе. Ярлык Мусы на Бурсу отменял полученный ранее такой же ярлык Исы. С ним от имени Мусы его атабек Якуб Гермияноглу мог захватить Бурсу и изгнать Ису. Без Мусы с данным ему ярлыком при жизни Тамерлана это было опасно. Для захвата Бурсы Якуб заключил союз с Мехмедом Челеби. Якуб-бей передал Мусу и тело Баязида Мехмеду после того, как тот победил Ису и захватил Бурсу. Ашикпашазаде, современник событий, писал, что Муса и Иса сражались друг с другом за Бурсу и Карасы, и из Бурсы Ису изгнал не Мехмед, а Муса, хотя сражения вёл Мехмед. Возможно, он имел в виду то, что Мехмед воевал с Исой за Бурсу от имени Мусы.
После ухода Тамерлана из Анатолии начался период активного противостояния сыновей Баязида друг с другом. Сразу после того, как Тимур покинул Анатолию (весна 1403 г.), Исе удалось во второй раз захватить Бурсу и трон, но и в этот раз правил в Бурсе Иса недолго.

#### Битва при Улубате
Когда Мехмед выступил к Бурсе, Иса начал охранять все перевалы через горы на пути к Бурсе, особенно Эрмени даги (Ermeni dağı) и Доманич даги (Domaniç dağı). Мехмед Челеби решил, что перевал на Доманич даги более широкий, и целесообразнее пройти через него, чтобы не дать погибнуть своим солдатам в узком перевале на Эрмени даги. В битве на этом перевале войска Исы под командованием Сары Тимурташа-паши потерпели поражение. Иса бежал в сторону Улубата.
Согласно османской хронике «Ахвал» (тур. Ahvāl-i Sultān Mehemmed — «Рассказы о султане Мехмеде»), Мехмед Челеби отправил своему брату санджакбея Кареси Эйне-бея с письмом. Он предлагал разделить между ними Анатолию и заключить мир. Территории к северу и востоку от Бурсы до Токата и Сиваса Мехмед хотел забрать себе, а Исе предлагал территории бейликов Айдыногуллары, Саруханогуллары, Гермияногуллары, Каресиогуллары и Караманогуллары. Тем самым Исе предлагалось вести войны с правителями всех этих бейликов. Понимая это, Иса отклонил предложение. Он заявил, что как старший будет править в столице. По мнению Д. Кастрициса, «с чисто фактической точки зрения это крайне маловероятный сценарий. Нет причин, по которым Иса должен был принять такое предложение,<…> Исе пришлось бы сначала изгнать правящие в них династии. Весной 1403 года, когда Тимур только недавно победил османов и возродил бейлики Анатолии, о таком предложении ещё не могло быть и речи».
Согласно османским источникам, армии братьев встретились в Улубате, где армия Мехмеда одержала верх, потому что была лучше оснащена и находилась под командованием более опытных командиров. После поражения Иса бежал в Константинополь к византийскому императору, а Мехмед взошёл на трон в Бурсе и объявил себя османским правителем Анатолии. От его имени читали хутбу и чеканили монеты. По словам Нешри, «войску султана удалось догнать Тимурташа. Он был схвачен и доставлен к султану. В великой ярости султан приказал отрубить ему голову, а тело повесить на дереве». Он написал письмо правившему в Румелии Сулейману, в котором сообщил, что победил Ису и отправил Сулейману голову Сары Тимурташа-паши, поскольку Мехмед воспринимал двух своих старших братьев Ису и Сулеймана как союзников.
Битва при Улубаде стала решающим событием в борьбе братьев. Она состоялась после смерти Баязида 9 марта и до 18 мая 1403 года, когда, согласно записям Перы, в Бурсе уже правил Мехмед Челеби. Своей победой Мехмед обязан союзу с правителем бейлика Гермияна Якубом II.
Относительно событий, приведших к бегству Исы в Константинополь, Е. Захариаду высказала иную версию. По её словам, «три строго современных источника [Клавихо, греческая краткая хроника, донесение с Крита вернувшегося с Родоса анонима] намекают на то, что Иса сражался с армией Тимура и потерпел поражение». Она реконструирует события так: обосновавшись в Никомедии, Иса напал на армию Тамерлана. По мнению историка, это произошло в окрестностях Кастамону. Потерпев поражение. Иса бежал в Никомедею, жители которой, опасаясь Тамерлана, не впустили его. Затем он был вынужден бежать в Константинополь.

#### Союз с Сулейманом
Победив Ису, Мехмед представил себя наследником Баязида в Анатолии. В Бурсе, первой османской столице, Мехмед провёл свой джюлюс и панихиду по отцу, отчеканив монету с двумя именами — своим и Тамерлана.
Сулейман поддерживал притязания Исы на Бурсу, пытаясь ослабить Мехмеда. Летом 1403 года Сулейман отправил посланника к императору и потребовал, чтобы Иса был отправлен к нему. Иса прибыл в Эдирне. Сулейман утверждал, что править в Анатолии должен Иса, а не Мехмед. Сулейман поддержал Ису деньгами и солдатами и отправил к Бурсе. Иса переправился с армией в Анатолию и в регионе снова вспыхнула гражданская война. С армией, предоставленной Сулейманом, Иса покорил бывшую территорию бейлика Карасыогуллары, взял Бейпазары и Сиврихисар. Затем Иса подошёл к Бурсе и потребовал сдачи города, но жители Бурсы заявили, что они передадут город победившему.
Вскоре Иса снова начал активные действия. Он вошёл на территорию Караманогуллары, захватил несколько замков, собрал налоги и пришёл к Бурсе с большим войском. Он хотел войти в город, сообщая, что Мехмед не против, но жители Бурсы опять не впустили его. Город остался верен Мехмеду, и Иса в ярости сжег его. Мехмед выступил из Токата с войском из 3000 солдат. Через десять дней он прибыл к Бурсе и заставил своего брата отступить. Нешри описал битву такими словами: «А бойцы Рума перерезали людей Иса-бея со словами: „Вы те, кто сжег и опустошил Бурсу?“ Это тоже не описуемо. И тогда Иса-бей забыл о стыде и достоинстве. Всего с пятью или десятью всадниками он отправился из седла Бодино в Курелли. Он видел, как земля поднимается против него». Из-за враждебного настроя жителей провинции Иса бежал и укрылся у Джандароглу Исфендияра-бея в Кастамону. После своей победы Мехмед вошёл в Бурсу и приказал восстановить город.

#### Союзы с Исфендияром и Джунейдом
В Кастамону Исфендияр и Иса заключали союз, похожий на союз между Якубом Гермияноглу и Мехмедом: правители бейликов стремились сохранить сложившееся после битвы при Анкаре положение, не допуская усиления одного сына Баязида над другими.
Исфендияр и Иса осадили замок Анкары, но отступили по прибытии Мехмеда. Мехмед их догнал у Гереде и сразился с ними, разбив их. После поражения они вернулись в Кастамону. Получив известие, что Мехмед находится в Токате, Иса снова отправился к Бурсе. Но он не смог заручиться поддержкой народа и укрылся в Измире у Джунейда-бея Измироглу. Иса заключил с ним ещё один союз против своего брата. Джунейд-бей отправил сообщение соседним анатолийским беям и заверил, что, если с их помощью Иса Челеби победит Мехмеда Челеби и вернёт себе суверенитет, земли беев не будут атакованы и беям будет отдана доля захваченных земель. Возможно, Джунейд поддерживал Ису Челеби против Мехмеда по заданию Сулеймана. В этот союз против Мехмеда вошли Иса Челеби, Джунейд, Умур II Айдыноглу (сын Исы-бея), Орхан-бей Саруханоглу, Ильяс Ментешеоглу, Осман Текеоглу и Якуб Гермияноглу. Они объединились и приготовились к войне с Мехмедом Челеби.
Мехмед же, в свою очередь, заключил союз с Мехметом Караманоглу и Мехметом Дулкадироглу. Союз Мехмеда Челеби с беем Дулкадирогуллары, армия которого славилась лошадьми и всадниками, был скреплён браком Мехмеда Челеби с дочерью бея Дулкадира. Беи собрали большое войско, численно превосходящее силы Мехмеда, но с помощью своих новых союзников Мехмед смог победить Ису и Джунейда, которые с трудом спаслись и бежали.

#### Смерть
На этот раз Иса, согласно нескольким османским хроникам, попробовал укрыться в Карамане. Нешри писал, что Иса-бей бежал в Караман, где заблудился: «С тех пор — ни известий, ни следов от него». Османские историки Саадеддин и Коджа Хюсейн сообщали более подробные сведения. По их словам, Иса был схвачен людьми Мехмеда в Эскишехире и задушен. Вероятно, Исе пришлось спрятаться в Эскишехире, но вражда с Мехметом-беем привела к тому, что Иса был опознан. Мехмед Челеби, узнав об этом, послал своих людей, которые схватили его, когда он был в хаммаме, и задушили его тетивой лука.
Датировать смерть Исы можно по записям Гонсалеса де Клавихо. Между 18-30 сентября 1403 года по пути к Тамерлану он сделал остановку на Хиосе и написал об Исе: «Пока [мы] вышеупомянутые послы были там [на Хиосе] новости дошли о том, что умер старший сын побеждённого Тимуром тюрка, который должен был унаследовать Турцию; и что другие его братья сражались друг с другом, чтобы увидеть, кто станет хозяином земли». Помимо Клавихо есть ещё один источник, указывающий на смерть Исы летом 1403 года — письмо из Рагузы королю Венгрии от 11 августа, передающее сведения, сообщенные из Леванта. Письмо не датировано и было отнесено С. Станоевичем к 1410 году, но, благодаря Клавихо, можно понять, что его содержание соответствует не 1410, а 1403 году. Среди прочих новостей в нём содержится сообщение, что «„Целопия“ (челеби) одержал победу над своим братом и убил его». В то время европейцы называли «Целопия» Сулеймана. По мнению османиста Е. Захариаду, проанализировавшей современные событиям источники, Иса был убит по приказу Сулеймана.
Тело Исы было захоронено рядом с его отцом в Бурсе. В источниках Иса Челеби описывается как достойный, но несчастливый и слабый человек.

## Комментарии
1. ↑  Кул (кол) — центр армии; корпус, в котором держал свой стяг главнокомандующий[6]. Деление войск на три части (центральная, левое крыло, правое крыло) ввёл в монгольской армии Чингисхан.